# Sammiosaari
Sammiosaari är en ö i Finland. Den ligger i sjön Saimen och i kommunerna Puumala och Ruokolax och landskapen  Södra Savolax och Södra Karelen, i den södra delen av landet, 220 km nordost om huvudstaden Helsingfors. Öns största längd är 39 kilometer i öst-västlig riktning.